# 李颇
李颇，亦作波或坡，江西南昌人，南唐画家。以善于画竹闻名，他所画的竹气韵飘举，落笔生辉，不事小巧，为后世画坛所推崇。《图画见闻志》、《宣和画谱》等收录有其作品。